# 耶伊河州

耶伊河州在南蘇丹的位置以紅色標示

耶伊河州（英語：Yei River）是南蘇丹曾经的一个州，於2015年設置，位在該國南部。2014年人口788,610人，首府耶伊，下轄10郡。

## 行政區劃
下轄10郡：
- ŋepo
- Kindi
- Otogo
- Tore
- Wuji
- 耶伊河
- Morobo
- Kajo-Keji
- Kupera
- Lainya